# Struktura a činitelé
Debata o vlivu struktury a činitelů na lidské myšlení a chování je jednou z ústředních otázek sociologie, politologie a dalších společenských věd. V tomto kontextu se „činitelem“ rozumí schopnost jedince samostatně jednat a učinit své vlastní svobodné volby. „Struktura“, naopak odkazuje na opakující se vzory uspořádání myšlení a chování, které se zdají jako ovlivňování nebo limit voleb a příležitostí, které mají jedinci. Pojem „reflexivita“ je běžně používán sociálními vědci k odkazování na schopnosti činitele vědomě měnit místo jedince v sociální struktuře.